# Sophora mangarevaensis
Sophora mangarevaensis là một loài thực vật có hoa thuộc họ đậu, Fabaceae, là loài đặc hữu của Polynésie thuộc Pháp.